# مرزبان چین
مرزبان چین (به چینی: 秦侯؛ مرگ ۸۴۸ پ. م)؛ دومین فرمانروای ایالت چین در دودمان ژو از ۸۵۷ پ. م تا ۸۴۸ پ. م بود. ایالت چین در این دوره یک حکومت محلی کوچک بود که به فیزی، پدر مرزبان چین برای پرورش اسب برای پادشاه شیائو ژو داده شده بود، ولی در آینده ایالت چین همه کشور چین را یکپارچه ساخت و تبدیل به دودمان چین شد. نام اجدادی او یینگ (嬴) بود و نام شخصی‌اش معلوم نیست. مرزبان چین جانشین پدرش فیزی شد که در سال ۸۵۸ پ. م درگذشت و ده سال حکومت کرد. او در سال ۸۴۸ پ. م درگذشت و پسرش گونگبو جانشین او شد. اطلاعات کمی دربارهٔ او در دسترس است. در زمان مرزبان چین، چین هنوز یک ایالت کوچک از دودمان ژو غربی بود که به عنوان «ایالت وابسته» (附庸، فویونگ) طبقه‌بندی می‌شد. فرمانروایان چین تا چهار نسل بعد در دوران حکومت حاکم شیانگ چین هیچ رتبه اشرافی دریافت نکردند، بنابراین «مرزبان چین» احتمالاً یک نام پسامرگ بود که نوادگانش به او اشاره می‌کردند.